# Материнское поле (фильм, 1967)
Материнское поле (кирг. Саманчынын жолу) — советский фильм 1967 года, снятый на киностудии Киргизфильм режиссёром Геннадием Базаровым по мотивам одноименного произведения Ч.Атматова «Материнское поле».

## Сюжет
Фильм повествует о жизни простой киргизской женщины Толгонай, судьба которой была столь же трагичной, как и у многих других женщин потерявших на войне мужей и сыновей.

## В ролях
- Бакен Кыдыкеева — Толгонай
- Раушан Сарамурзина — Алиман
- Насыр Китаев — Субанкул
- Болот Бейшеналиев — Касым
- Т.Какчекеев — Джайнак
- Нуртай Борбиев — Аширалы
- Советбек Жумадылов — Джекшенкул
- Таттыбюбю Турсунбаева — Толгонай в юности
- Лидия Ашрапова — Гульнар
- Тургун Бердалиев — голодный

## Съемочная группа
- Режиссер-постановщик — Геннадий Базаров
- Сценаристы — Чингиз Айтматов, Борис Добродеев, И.Таланкин
- Художественный руководитель — Я. Сегель
- Оператор-постановщик — Валерий Виленский
- Художник-постановщик — Казбек Жусупов
- Композитор — Юрий Шеин
- Монтажёр — Ж. Толомушева
- Режиссёр — В. Аристанов
- Операторы — В. Боголюбов, Г. Икашвили
- Художник по костюмам — М. Абдиев
- Художник-гримёр — В. Белякова
- Директоры — В. Хасанов, Р. Тургумбаев

## Награды
- Диплом за творческий дебют режиссёру-постановщику Г.Базарову на VII смотре — соревновании кинематографистов Средней Азии и Казахстана в г. Фрунзе. (1968).

- Премия за лучшее исполнение женской роли Б.Кыдыкеевой на VII смотре — соревновании кинематографистов Средней Азии и Казахстана в г. Фрунзе. (1968).